# Lucha colegial
Lucha colegial es el estilo de Lucha libre olímpica amateur practicado en los colegios secundarios y en las universidades, principalmente en los Estados Unidos. 
La lucha colegial es a menudo conocida como Estilo de Lucha popular ya que deriva de la Lucha popular practicada a principios de la historia de Estados Unidos.
La lucha colegial y la lucha libre profesional tienen sus orígenes en el "catch-as-catch-can wrestling", y, en ambos estilos, el objetivo principal es el de tirar al enemigo sobre el piso, lo que da como resultado la victoria.
Tanto la lucha colegial como la lucha libre, a diferencia del greco-romano, usan las piernas del oponente, ya sea para atacar como para defenderse.